# Érces szitakötő
Az érces szitakötő (Cordulia aenea) a sárkány-szitakötők családjába tartozó, Európától egészen Japánig előforduló szitakötőfaj.

## Megjelenése
Az érces szitakötő testhossza 47–55 mm, szárnyfesztávolsága 75 mm körül van. A hím és a nőstény hasonló színezetű, de a hím potroha felül a harmadik szelvénynél jól láthatóan elkeskenyedik, alsó része szélesebb, bunkós ( a 7-8. szelvénynél éri el maximális vastagságát). A nőstény potroha egyenletesen vastag és tövének alsó oldalán a 3. szelvénynél nagy fehér folt látható. Tora fémesen csillogó aranyoszöld, potroha szintén bronzos barnás-sötétzöld. A fiatal állat szemei barnák, később ez irizáló élénkzöldre változik. Fejének elülső részén nincs sárga mintázat. Szárnyainak tövében kis narancsszínű folt figyelhető meg.
Lárvája zömök, hosszú lábú, pókszerű. Tora két oldalán két jellegzetes sötét sáv figyelhető meg. Lábai barnán és világosbarnán gyűrűzöttek.
Hasonló fajok a fémzöld szitakötő (Somatochlora metallica), de annak potroha aranyosan csillogó zöld színű és csak júliustól kezd repülni, amikor az érces szitakötők már megfogyatkoznak; valamint a sárgafoltos szitakötő (Somatochlora flavomaculata) amelynek potrohán kétoldalt sárga foltok sorakoznak.  

## Elterjedése
Közép- és Észak-Európában, valamint Szibériában és Japánban (itt a C. aenea amurensis alfaj) honos. Ritkásan előfordul a Brit-szigeteken, Észak-Skandináviában és a Mediterráneumban is. Dél-Európában csak a hegyekben él. Az Ibériai-félszigeten nem található meg. Magyarországon az egész ország területén előfordulhat.  

## Életmódja
Lárvája kisebb-nagyobb tavakban, halastavakban, lassú folyású csatornákban él; lehetőleg erdők közelében. A lárva a parthoz közel, az aljzaton lévő levelek, növényzet és egyéb hulladék között rejtőzik. Éjszaka vadásznak különböző vízi rovarokra és lárvákra. Három évi fejlődés után az imágók május elejétől júliusig kelnek ki (május-június fordulóján van a csúcsidőszak). A hímek a part közelében vagy a környező fák körül repülnek, ritkán láthatóan a nyílt víz fölött. A nőstények rejtőzködőbb életmódot folytatnak. A párzás másfél óráig is eltarthat, többnyire a fák lombkoronaszintjén történik. A nőstény egyedül, általában estefelé vagy kora reggel rakja le a petéit; ilyenkor a felszín fölött repülve többször a vízbe mártja potroha végét és kis petecsomagokat enged bele.
Magyarországon nem védett.

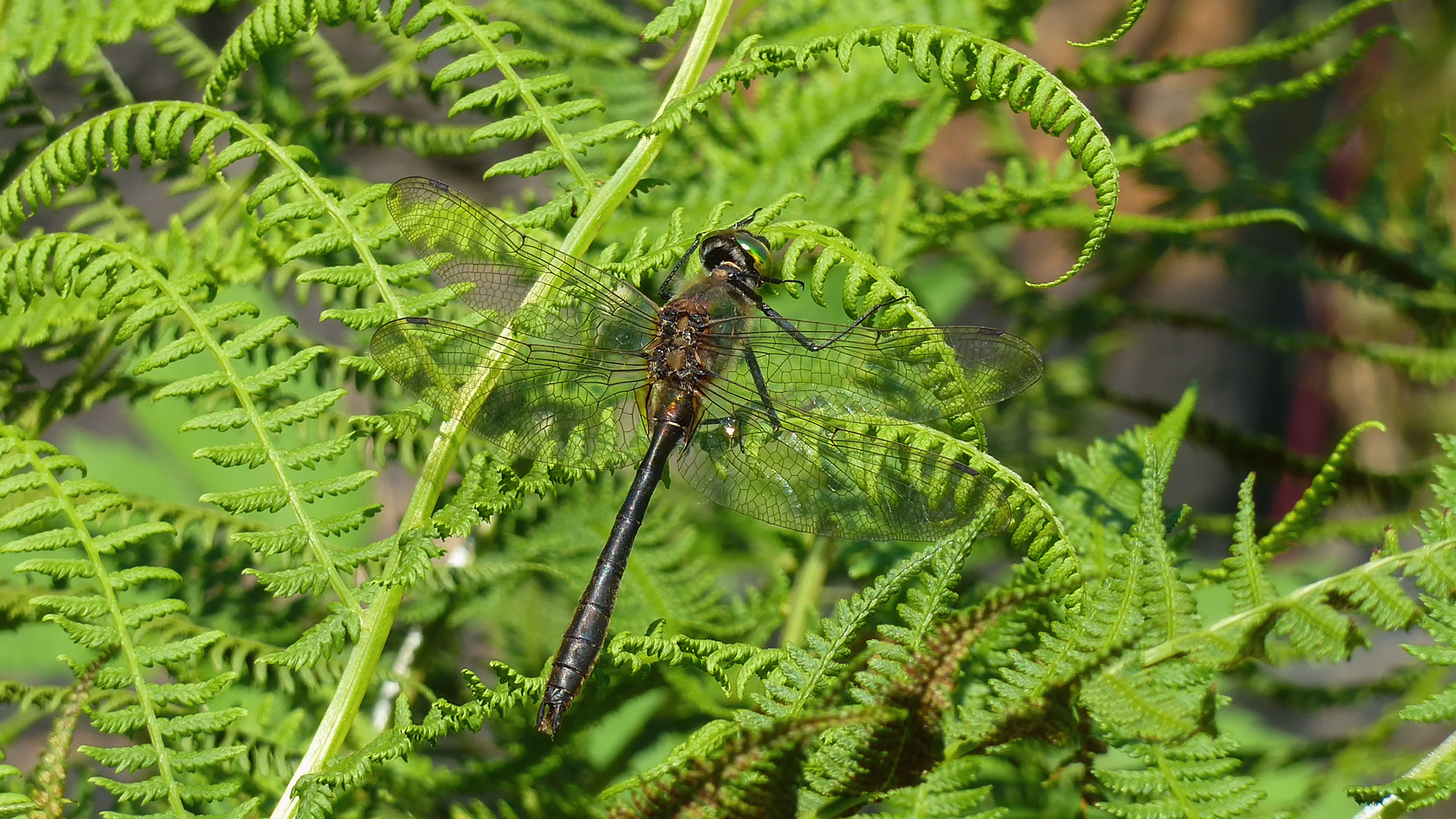
Hím érces szitakötő
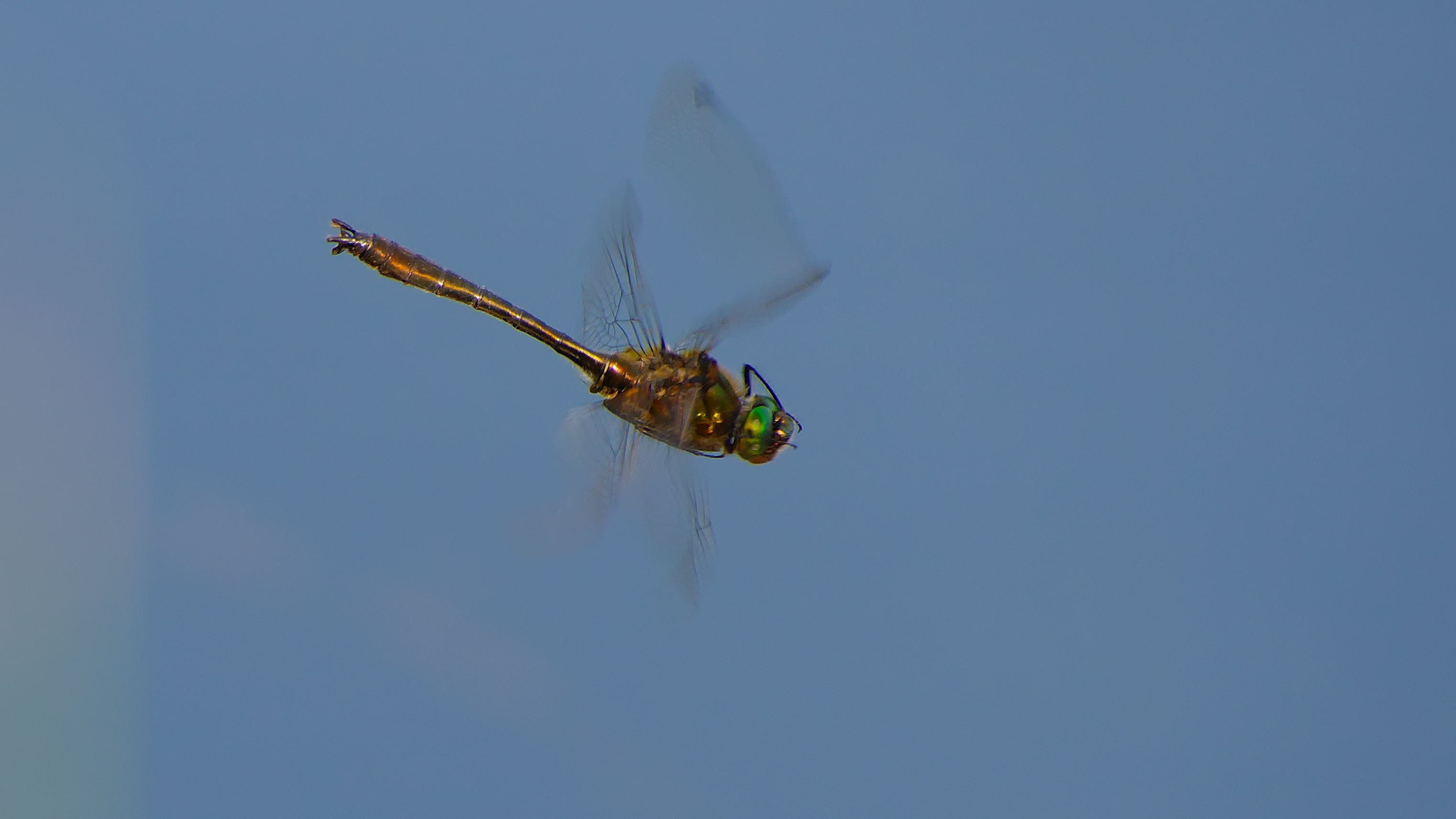
Repülés közben
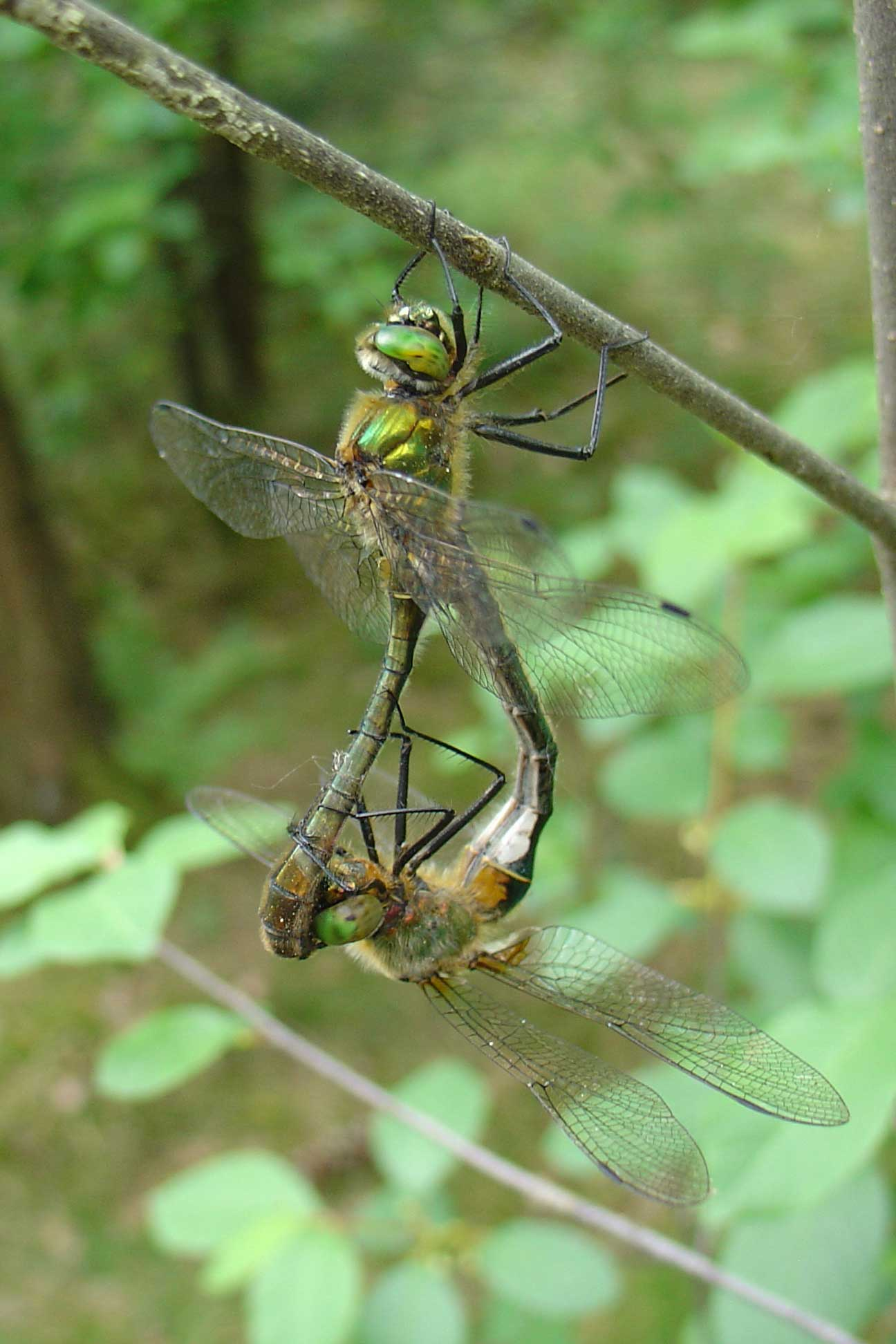
Párzás
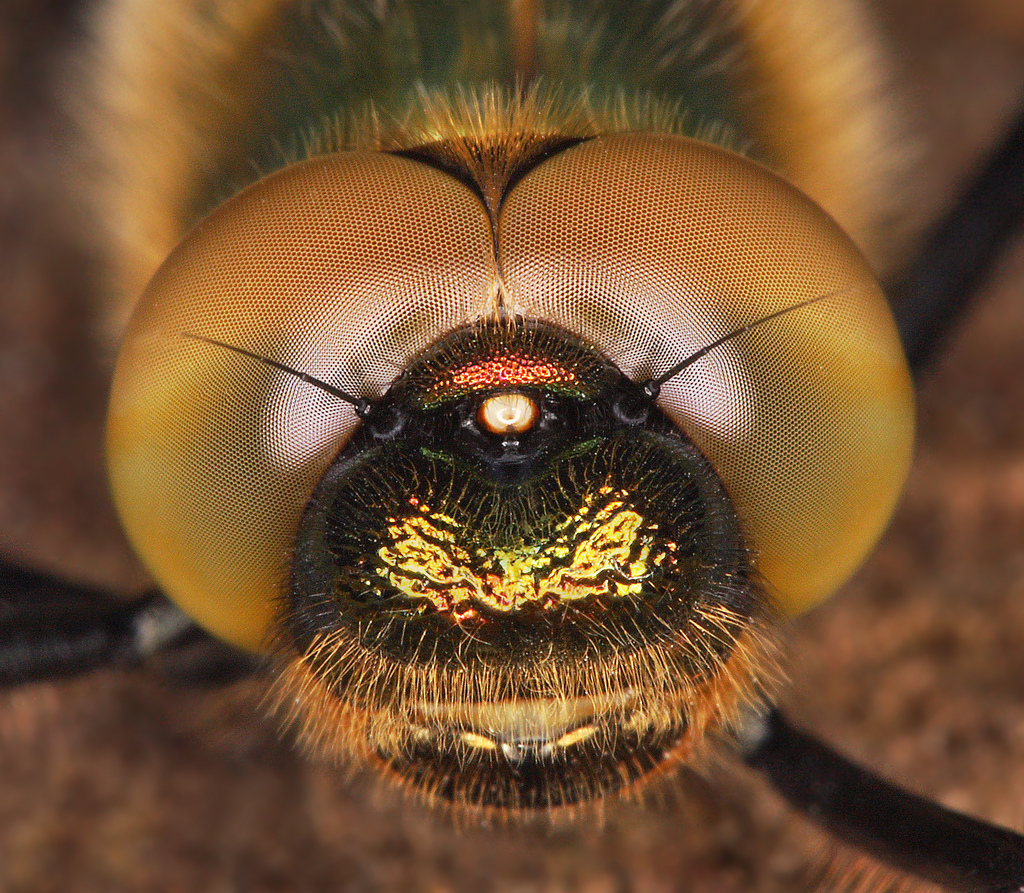
Közelről